# Berentemmer
Berentemmer is een Belgisch bier van hoge gisting.
Het bier wordt gebrouwen in Brouwerij Maenhout te Meulebeke.
Het is een donkerbruin bier met een alcoholpercentage van 7%.
Berentemmer werd gelanceerd in 2011. Op het etiket staat een jongedame, het kenmerk van de Maenhout-bieren, rijdend op een beer.

De naam "Berentemmer" verwijst naar Meulebeke, dat bekendstaat als de berengemeente omdat het een beer in het wapenschild draagt.